# تشارلز ماكدونل
تشارلز ماكدونل (بالإنجليزية: Charles McDonnell)‏ هو ضابط شرطة أمريكي، ولد في 18 نوفمبر 1841 في مانهاتن في الولايات المتحدة، وتوفي في 14 أغسطس 1888.